# (9829) Murillo
(9829) Murillo es un asteroide perteneciente al cinturón exterior de asteroides, región del sistema solar que se encuentra entre las órbitas de Marte y Júpiter, más concretamente a la familia de Schubart, descubierto el 19 de septiembre de 1973 por Cornelis Johannes van Houten en conjunto a su esposa también astrónoma Ingrid van Houten-Groeneveld y el astrónomo Tom Gehrels desde el Observatorio del Monte Palomar, Estados Unidos.

## Designación y nombre
Designado provisionalmente como 1973 SJ1. Fue nombrado Murillo en homenaje al pintor español Bartolomé Esteban Murillo, especializado en pinturas religiosas. El pintor sevillano también es famoso por sus imágenes de niños pobres pero felices, siendo muy imitado al fecha de hoy.

## Características orbitales
Murillo está situado a una distancia media del Sol de 3,954 ua, pudiendo alejarse hasta 4,453 ua y acercarse hasta 3,456 ua. Su excentricidad es 0,126 y la inclinación orbital 2,642 grados. Emplea 2872,63 días en completar una órbita alrededor del Sol.

## Características físicas
La magnitud absoluta de Murillo es 12,1. Tiene 25,941 km de diámetro y su albedo se estima en 0,042. 